# Salmaciella
Salmaciella is een geslacht van zee-egels uit de familie Temnopleuridae.

## Soorten
- Salmaciella dussumieri (L. Agassiz, 1846)
- Salmaciella erythracis (H.L. Clark, 1912)
- Salmaciella oligopora (H.L. Clark, 1916)